# Evgueni Tchertovsky
Evgueni Tchertovski, em russo: Евгений Чертовский (15 de fevereiro de 1902 — desaparecido) foi um inventor russo-soviético que introduziu o primeiro traje pressurizado, na cidade de Leningrado, em 1931.